# Nanocladius tamabicolor
Nanocladius tamabicolor är en tvåvingeart som beskrevs av Sasa 1981. Nanocladius tamabicolor ingår i släktet Nanocladius och familjen fjädermyggor. Inga underarter finns listade i Catalogue of Life.